# Gerygone fusca
El gerigón coliblanco (Gerygone fusca) es una especie de ave Passeriformes del género Gerygone, que pertenece a la Superfamilia Meliphagoidea (familia de los Pardalotidae, perteneciente a la subfamilia Acanthizidae).

## Subespecies
- Gerygone fusca exsul
- Gerygone fusca fusca
- Gerygone fusca mungi

## Localización
Es un ave endémica de Australia.